# Santiago Valderas Cañestro
Santiago Valderas Cañestro (Larraix, Protectorat espanyol al Marroc, 26 de març de 1933 - Madrid, 12 de gener de 2019) fou un militar espanyol, que exercí de Cap de l'Estat Major de la Defensa entre 1996 i 2000.
En 1957 es graduà com a tinent a l'Acadèmia General de l'Aire. Diplomat d'Estat Major de l'Aire, fou pilot de caça i atac i pilot de guerra per la Força Aèria dels Estats Units. També fou comandant de l'Ala 12 de la Base aèria de Torrejón de Ardoz. De 1992 a 1939 fou membre de l'Estat Major de l'Exèrcit de l'Aire i de 1994 a 1996 fou representant militar davant el Comitè Militar de l'OTAN i delegat militar a la Representació Permanent d'Espanya en el Consell de la Unió Europea Occidental (UEO).
El 26 de juliol de 1996 fou nomenat Cap de l'Estat Major de la Defensa, càrrec que ocupà fins a novembre de 2000. Ascendit a general de l'aire en 1999, es mostrà partidari que Espanya impulsés «la consecució, de la identitat de seguretat europea, emmarcada en l'OTAN».